# Барыкин, Виктор Николаевич
Ви́ктор Никола́евич Бары́кин (род. 28 ноября 1954, Москва) — советский и российский артист балета, солист Большого театра, балетный педагог. Заслуженный артист РСФСР (1986).

## Биография
Родился 28 ноября 1954 года в Москве. С десяти лет учился балету в Московском хореографическом училище, которое окончил в 1973 году у педагога Леонида Жданова. В 1974 году был принят в Большой театр, в репертуаре которого исполнял сольные партии различного амплуа.
Снимался в телефильме-концерте «Я хочу танцевать» (1985). В 1991 году подписал контракт с труппой «Лондон сити балле», не оставляя работу в Большом театре. Энциклопедия балета отмечает Виктора Барыкина, как классического танцовщика, одарённого драматической выразительностью. С 1995 года является балетмейстером-репетитором
Автор книги «Мог бы сделать больше…». Хороший педагог, автор собственного балетного класса, среди учеников Виктора Барыкина: Дмитрий Белоголовцев, Андрей Болотин, Андрей Меркурьев.
19 апреля 2010 года Мариинский театр поставил «Кармен-сюиту». Спектакль возобновил хореограф-постановщик Виктор Барыкин, в прошлом солист балета Большого театра и исполнитель партии Хосе.

## Семья
Был женат на артистке Ольге Артемьевой, в браке с которой появилась дочь Екатерина, также артистка балета Большого театра, выпускница МГИМО.

## Репертуар вБольшом театре
«Дон Кихот» — Базиль
«Жизель» — Альберт, Ганс (А. Адана, хореография Ж. Коралли, Ж. Перро, М. Петипа в редакции Л. Лавровского, 1979)
«Иван Грозный» — Князь Курбский (на музыку С. Прокофьева, хореография Ю. Григоровича, 1988)
«Шопениана» — Солист (на музыку Ф. Шопена, хореография М. Фокина, 1979)
«Кармен-сюита» — Хозе, Коррехидор
«Икар» — Архонт, Клеон, Икар (С. Слонимский в постановке В. Васильева, 1977)
«Анна Каренина» — Каренин
«Чиполлино» — граф Вишенка (К. Хачатуряна, хореография Г. Майорова, 1978)
«Макбет» — Макбет
«Каменный цветок» — Северьян, (С. Прокофьев, хореография Ю. Григоровича, 1981)
«Анюта» — Пётр Леонтьевич, Артынов
«Ромео и Джульетта» — Меркуцио (на музыку С. Прокофьева, хореография Л. Лавровского, 1979)
«Лебединое озеро» — Злой гений (П. Чайковского, хореография А. Горского, М. Петипа, Л. Иванова в редакции Ю. Григоровича, 1988)
«Чайка» — Треплев (1980)
«Любовью за любовь» — Дон Хуан, Бенедикт
«Эти чарующие звуки…» — Солист
«Индийская поэма» — Хоруд (музыка — У. Мусаева, постановка Ю. Скотт и Ю. Папко, 1981)
«Легенда о любви» — Визирь (музыка А. Меликова, хореография Ю. Григоровича, 1987)
«Ромео и Джульетта» — Капулетти (С. Прокофьева, в постановке 2003 года — Д. Доннеллана и Р. Поклитару)
«Золушка» — Сказочник (н музыку С. Прокофьева, хореография Ю. Посохова, режиссёр Ю. Борисов, постановка 2006 года, первый исполнитель)

## Награды и звания
- 1986 — Заслуженный артист РСФСР (Российской Федерации)[3]
- 2002 — медаль ордена «За заслуги перед Отечеством» II степени[7]